# Cratere Deive
Deive è un cratere sulla superficie di Ariel.